# Time of My Life
| Críticas profissionais | Críticas profissionais |
| Avaliações da crítica  | Avaliações da crítica  |
| Fonte                  | Avaliação              |
| ---------------------- | ---------------------- |
| allmusic               | [ 1 ]                  |

Time of My Life é o quinto álbum de estúdio da banda 3 Doors Down, lançado a 19 de julho de 2011.

## Antecedentes
A 22 de julho de 2010, a banda confirmou durante um concerto em Ontário, Canadá que iriam iniciar a gravação do próximo álbum na semana seguinte. Tocaram também uma música nova, confirmando que iria aparecer no novo disco, intitulada "On the Run."
Em outubro de 2010, a banda acaba a gravação dos disco em Los Angeles, Califórnia, com o produtor nomeado nos Grammy Awards, Howard Benson. A 27 de outubro de 2010, a banda atuou na num evento da T.J. Martell Foundation for Leukemia, Cancer and AIDS Research sediada em Nova Iorque. Numa entrevista dada no evento, o vocalista Brad Arnold revelou que o título do álbum seria Time of My Life, afirmando ainda que esperavam editar o álbum em fevereiro de 2011.
Em janeiro de 2011, foi confirmado o primeiro single do disco, "When You're Young", que seria lançado nas rádio no mesmo dia.
Brad Arnold falou sobre o novo álbum e da sonoridade mais pesada:
| “ | Este álbum mostra um crescimento de nossa parte. Tivemos sucesso no passado e estamos muitos gratos por isso, mas há sempre espaço para... passar para outro nível. E sinto que nós fizemos isso. Há muitas canções que as pessoas conseguem imediatamente identificar-se com elas. Quisemos de fato fazer o nosso melhor neste álbum e olhando para trás para a experiência no todo, acho que o conseguimos. | ” |

A 19 de maio de 2011, foi anunciado o segundo single, intitulado "Every Time You Go", que seria lançado digitalmente a 23 de maio de 2011.

## Faixas
Todas as letras escritas por Brad Arnold, toda a música composta por Brad Arnold, Matt Roberts, Todd Harrell, Greg Upchurch e Chris Henderson.
1. "Time of My Life" — 3:23
2. "When You're Young" — 4:16
3. "Round and Round" — 3:46
4. "Heaven" — 3:27
5. "Race for the Sun" — 2:59
6. "Back to Me" — 3:42
7. "Every Time You Go" — 3:48
8. "What's Left" — 3:42
9. "On the Run" — 3:08
10. "She Is Love" — 3:16
11. "My Way" — 3:07
12. "Believer" — 2:58

## Faixas Extra (Versão Deluxe)
1. "When You're Young (Acoustic)" - 4:15
2. "Every Time You Go (Acoustic)" - 3:47
3. "The Silence Remains" - 3:39
4. "Train (Demo) - 3:00